# Mniarogekko
Mniarogekko is een geslacht van hagedissen die behoren tot de gekko's en de familie Diplodactylidae.

## Naam en indeling
De wetenschappelijke naam van de groep werd voor het eerst voorgesteld door Aaron Matthew Bauer, Anthony Hume Whitaker, Ross Allen Sadlier en Todd R. Jackman in 2012. De soort Mniarogekko chahoua werd eerder aan andere geslachten toegekend, zoals Platydactylus en Rhacodactylus. Er zijn twee soorten, inclusief de pas in 2012 beschreven soort Mniarogekko jalu.
De geslachtsnaam Mniarogekko betekent vrij vertaald 'bemoste gekko's' en slaat op de mos-achtige lichaamskleur.

### Soorten
Het geslacht omvat de volgende soorten, met de auteur en het verspreidingsgebied.
| Naam                | Auteur                                   | Verspreidingsgebied                   | Beschermingsstatus |
| ------------------- | ---------------------------------------- | ------------------------------------- | ------------------ |
| Mniarogekko chahoua | Bavay, 1869                              | Zuidelijk en centraal Nieuw-Caledonië |                    |
| Mniarogekko jalu    | Bauer, Whitaker, Sadlier & Jackman, 2012 | Noordelijk Nieuw-Caledonië            |                    |

## Verspreiding en habitat
Beide soorten zijn endemisch in Nieuw-Caledonië, een eiland ten oosten van Australië. De habitat bestaat uit vochtige tropische en subtropische laaglandbossen.

## Beschermingsstatus
Door de internationale natuurbeschermingsorganisatie IUCN is aan beide soorten een beschermingsstatus toegewezen. Een soort wordt beschouwd als 'kwetsbaar' (Vulnerable of VU) en een soort als 'bedreigd' (Endangered of EN).